# IJzeren eeuw
Een ijzeren eeuw of saeculum ferrorum is een tijd van ellende en geweld. De term werd in het Engels en het Frans tot in de 19e eeuw ook vaak gebruikt. Inmiddels zijn deze definities van Iron Age of Âge du fer verouderd, omdat die begrippen in de moderne historiografie meestal verwijzen naar de IJzertijd.

## Oudheid
Hesiodos zag in zijn Werken en Dagen de tijd waarin hij leefde als een ijzeren eeuw. Deze zou zijn gevolgd op een gouden, zilveren, bronzen en heldentijdperk die bij elkaar de Tijdperken van de Mens vormden.

## Tiende eeuw
Door Lorenzo Valla en Caesar Baronius werd de tiende eeuw de ijzeren eeuw genoemd. De neergang betrof vooral de periode tussen ongeveer 880 en 960. Het Karolingische Rijk viel uiteen en men kreeg invallen van de Vikingen te verduren, waarmee een einde kwam aan de Karolingische renaissance en men kon denken in de eindtijd te leven. Pas met de regering van Otto de Grote en de Ottoonse renaissance die daarop aanbrak, eindigde deze neergang. In de kerkgeschiedenis geldt deze periode ook als een duistere eeuw of saeculum obscurum gezien het morele verval van de Kerk. Een tegenbeweging hierop is de orde van Cluny, een benedictijnse kloosterorde die van de tiende tot de twaalfde eeuw grote invloed had op de politieke situatie en religieuze leven in West-Europa, en de Gregoriaanse hervorming.

## Zeventiende eeuw
Parival noemde juist de zeventiende eeuw met zijn vrijwel permanente staat van oorlog en grote sociale veranderingen de ijzeren eeuw.

## Negentiende eeuw
Ook de negentiende eeuw wordt wel als zodanig aangeduid in de Nederlandse geschiedenis, maar dan niet vanwege geweld en ellende, maar omdat er veel gebruik werd gemaakt van ijzer in constructies. Deze aanduiding gebeurde al in de eeuw zelf, getuige het volgende citaat:
De eeuw, waarin wij leven, kan met regt de ijzeren eeuw worden genaamd; heden ten dage is het ijzer even onmisbaar voor onze behoeften als de lucht, het water en het vuur. Het ijzer is de voornaamste grondslag onzer nijverheid; het ijzer voert ons over den Oceaan; het ijzer sleept ons over de groote wegen; over ijzeren bruggen trekken wij stroomen en rivieren over.
De IJzeren Eeuw was een tv-serie over de geschiedenis van Nederland in de negentiende eeuw, van 3 april t/m 26 juni 2015 uitgezonden door de publieke omroep. Parallel daaraan was er van 5 maart t/m 2 augustus 2015 in het Amsterdam Museum een tentoonstelling over De IJzeren Eeuw geweest.